# حصر آبادان
حصر آبادان یا محاصره آبادان نبردی در روزهای نخست جنگ ایران و عراق بود. در تاریخ ۱۸ مهر ۱۳۵۹ نیروهای ارتش عراق، با احداث دو پل شناور در منطقه مارد و سلمانیه، با عبور از رودخانه کارون، به خاک ایران هجوم آوردند و با هدف محاصره آبادان، اقدام به تثبیت نیروهای خود در منطقه شرق کارون و قطع جاده ارتباطی آبادان به اهواز نمودند و مردمی را که درحال خروج از آبادان بودند را نیز به اسارت خود درآوردند. روز بعد نیز ارتش عراق اقدام به قطع جاده ارتباطی آبادان به ماهشهر نمود و با عبور از این جاده و رسیدن به شمال آبادان و ساحل شمالی بهمنشیر، پیروز شدند آبادان را محاصره نمایند.
در این محاصره که زاویه‌ای ۲۷۰ درجه داشت، مردم عادی برای خروج از شهر دچار مشکلات فراوانی شدند، اما تعدادی از شهروندان آبادان نیز برای مقاومت در مقابل نیروهای مسلح عراقی، در شهر ماندند، گرچه نیروهای مردمی مدافع شهر، هیچ‌گونه سلاح مؤثر نظامی در اختیار نداشتند.

## طرح حمله
در سپتامبر ۱۹۸۰ صدام حسین رئیس‌جمهور عراق هجومی غافلگیرانه را علیه ایران برنامه‌ریزی و به خاک ایران در جبهه گسترده‌ای حمله کرد.

## خلاصه نبرد
در ۳ نوامبر نیروهای عراقی به آبادان در استان خوزستان ایران رسیدند. پایداری ایران ثابت کرد بیش از حد قوی است، با این حال، فرماندهان عراقی برای تقویت قوا فراخوانده شدند.

## عملیات‌های دفاعی ایران

### عملیات کوی ذوالفقاری
این عملیات در تاریخ ۹ آبان ۱۳۵۹ با هدف عقب راندن ارتش عراق از جزیره آبادان صورت گرفت. در این عملیات بیش از ۷۰۰ نفر از نیروهای عراقی کشته شدند و ۵۰۰ نفر دیگر نیز به اسارت نیروهای ایرانی درآمدند.
چهل روز پس از شروع هجوم گستردهٔ عراق به ایران، ارتش عراق تصمیم به تغییر روش خود گرفت و در عوض اقدام برای تصرف اهواز، با جابه‌جایی نیرو و تقویت محور شلمچه به خرمشهر، تلاش خود را برای تصرف شهرهای آبادان و خرمشهر افزایش داد و روز چهارم آبان توانست بخش غربی خرمشهر را به تصرف خود درآورد. با افزایش تلفات، بهترین روش به‌جای درگیر شدن با مردم شهرها، این بود که شهرهای آبادان و خرمشهر را از منطقه‌ای خالی از سکنه دور بزند. به همین دلیل پس از تصرف بخش غربی خرمشهر، نیروهای جدیدی را برای عبور از کارون در سمت شمال شهرهای آبادان و خرمشهر و قطع هر دو جاده ارتباطی اهواز با این دو شهر، گسیل داشتند. ارتش عراق در این تغییر، با مقاومت چندانی روبه‌رو نشد و به‌سرعت توانست بر جاده اهواز – خرمشهر تسلط یابد. در روز ۸ آبان، واحدهای مهندسی ارتش عراق، بر روی رودخانه کارون پل زدند و امکان حضور نیروهای عراقی در شمال آبادان نیز فراهم شد. این نیروها از کارون عبور کردند و جاده اهواز – آبادان را نیز بستند. بسیاری از خودروهای عبوری، بی‌خبر از این اتفاق، در چنگ نیروهای عراقی گرفتار شدند. محمدجواد تندگویان، وزیر نفت ایران یکی از افرادی بود، که در این هنگام، به اسارت نیروهای عراقی درآمد. تا روز ۹ آبان، مردم در شهرهای آبادان و خرمشهر، هنوز از این تغییر سمت حرکت عراقی‌ها بی‌خبر بودند و بیشتر اقدامات مقاومتی آن‌ها در خط تماس غربی شکل گرفته بود، تا اینکه در روز ۹ آبان دریاقلی سورانی که یک نفر اوراقچی معمولی در حاشیه آبادان بود، دید که عراقی‌ها بی سر و صدا، نخل‌های کوی ذوالفقاری را قطع کرده‌اند و بعد از پل زدن روی رودخانه بهمنشیر، به طرف جاده خسروآباد می‌روند، تا محاصره آبادان را تکمیل کنند. او با عجله، فاصله ۹ کیلومتری کوی ذوالفقاری تا مقر سپاه آبادان را رکاب زد و حسن بنادری، فرمانده سپاه آبادان را مطلع نمود. علی شمخانی، فرمانده وقت سپاه خوزستان، این موضوع را اینگونه روایت می‌کند:
وقتی عراقی‌ها حمله کردند دریاقلی سورانی که در آبادان یک گاراژ اوراق‌فروشی داشت، زودتر از پیشروی عراقی‌ها با خبر شد. با دوچرخه قراضه‌اش هشت کیلومتر را رکاب زد، تا به بچه‌های سپاه آبادان اطلاع دهد، که وضعیت این‌طوری است و آن‌ها هم رفتند و پیشروی عراقی‌ها را سد کردند.
بلافاصله نیروهای نظامی داخل شهر اعم از گردان ۱۵۳ ل۷۷ ارتش (به فرماندهی سرهنگ منوچهر کهتری)، ژاندارمری و عناصری از سپاه و نیروهای داوطلب مردمی، به منطقه ذوالفقاری رفته و به سه گروه کوچک تقسیم شدند. دو گروه از وسط و یک گروه نیز به سمت چپ (از حاشیه بهمنشیر) رفتند تا عراقی‌ها را دور زده و به پل دست یابند. تعدادی از افراد شرکت‌کننده در عملیات اسلحه نداشتند و هنگامی که کسی کشته یا زخمی می‌شد، با اسلحه او می‌جنگیدند. سرانجام مهاجمان که تا جاده خسروآباد پیش رفته بودند، به داخل نخلستان عقب رانده شدند. نیروهای محور چپ به نزدیک پلی که عراقی‌ها نصب کرده بودند رسیدند و با انهدام تجهیزات درحال عبور از آن، پل را مسدود و عقبه عراقیها را قطع کردند. عراقی‌ها با مشاهده این وضع، به مقاومت‌های پراکنده دست زدند، عده‌ای هم تسلیم شدند یا به قصد فرار خود را به بهمنشیر انداختند. به این ترتیب عملیات متوقف کردن پیش روی مهاجمان و عقب راندن آن‌ها تا ساعت ۱ بامداد ۱۰ آبان با موفقیت به پایان رسید. دو شب بعد از این عملیات، عراقیها با اطلاعاتی که از جاسوسان خود به دست آورده بود، کلبه گلی دریاقلی سورانی را هدف خمپاره‌ها قرار دادند. وی که به شدت زخمی شده بود پس از رسیدگی اولیه، برای درمان با قطار به تهران اعزام شد، لیکن در راه فوت شد و در بهشت زهرای تهران در قطعه ۳۴ ردیف ۹۰ شماره ۲۸ دفن گردید.

### عملیات جاده ماهشهر
این عملیات در تاریخ ۳ آبان ۱۳۵۹ با هدف عقب راندن ارتش عراق از منطقه شرق کارون صورت گرفت.

### عملیات سه راهی آبادان
این عملیات در تاریخ ۱۹ آذر ۱۳۵۹ با هدف گسترش مواضع ایران در شمال آبادان صورت گرفت.

### عملیات توکل
این عملیات در تاریخ ۲۰ دی ۱۳۵۹ با هدف عقب راندن ارتش عراق تا نوار مرزی صورت گرفت.

### عملیات تپه‌های مدن
این عملیات در تاریخ ۲۵ اردیبهشت ۱۳۶۰ با هدف آزادسازی تپه‌های مدن صورت گرفت.

### عملیات فرمانده کل قوا
این عملیات در تاریخ ۲۱ خرداد ۱۳۶۰ با هدف عقب راندن ارتش عراق از جنوب سلمانیه صورت گرفت. عملیات فرمانده کل قوا، زمینه مؤثری را برای طراحی و اجرای عملیات شکست حصر آبادان فراهم نمود.

### عملیات شهید چمران
این عملیات در تاریخ ۴ مرداد ۱۳۶۰ با هدف آزادسازی جاده آبادان – ماهشهر صورت گرفت.

### عملیات ثامن‌الائمه
عملیات ثامن‌الائمه در تاریخ ۵ تا ۷ مهر ۱۳۶۰ با هدف شکست حصر آبادان و عقب راندن نیروهای عراقی به غرب کارون در منطقه شمال آبادان صورت گرفت.